# 천안군 을
천안군 을은 대한민국의 옛 국회의원 선거구이다. 당시 충청남도 천안군의 일부 지역을 관할했다.

## 역사
제4대 국회의원 선거를 앞두고 천안군 선거구가 갑, 을 선거구로 분리되면서 신설되었다.
1963년 1월, 천안군 천안읍, 환성면이 천안시로 승격되었다. 이와 함께 천안군 잔여 지역이 천원군으로 개칭되었다. 제6대 국회의원 선거를 앞두고 천안시와 천원군이 천안시·천원군 선거구를 구성하게 됨에 따라 폐지되었다.

## 역대 국회의원
| 선거   | 정당 | 정당   | 의원   |
| ------ | ---- | ------ | ------ |
| 1958년 |      | 자유당 | 김종철 |
| 1960년 |      | 민주당 | 이상돈 |

## 역대 선거 결과

### 대한민국 제4대 국회의원 선거
|  | 56.39% |

|  | 43.60% |

### 대한민국 제5대 국회의원 선거
|  | 35.46% |

|  | 29.93% |

|  | 10.32% |

|  | 8.03% |

|  | 7.26% |

|  | 6.52% |

|  | 2.44% |